# عمارة دنقس
عمارة دُنقُس، أول ملوك الفونج ومؤسس سلطنة سنار، أول دولة إسلامية قامت في بلاد النوبة (السودان). حكم من 1504 إلى 1533م. ودُنقُس هو لقبه، وقيل أن معنى اللقب النجاشي العظيم، من: دو نقش، ودو تعني عظيم.

## سلطنة سنار الإسلامية
أنشأ سنار وجعلها عاصمته، وامتد سلطانه من دنقلا إلى جبال فازوغلي، ومن حدود الحبشة إلى جبال النوبة. تحالف مع عبدالله جماع وهاجما سوبا عاصمة مملكة علوة المسيحية، وأقاما على أنقاضها مملكة سنار، والتي عرفت بالسلطنة الزرقاء.